# Елдорет
Елдорет (енгл. Eldoret) је седиште дистрикта Јуасин Гишу у провинцији Раседна долина у Кенији. Налази се у Великој раседној долини 260 км северозападно од Најробија. Име града потиче из језика народа Масаи и значи каменита река
 зато што је корито оближње Сосиани реке пуно камења.

## Клима
Просечна годишња количина падавина је 1100 милиметара. Просечне температуре се крећу у распону од 9 °C ноћу до 22 °C дању.

## Становништво
Према попису из 1999. године Елдорет је имао 193.830 становника. Становништво у граду припада највећим делом етничкој групи Каленџин, првенствено Нанди, а у прошлости је ту живело становништво етничке групе Масаи. У политичким нередима 2007. године велики број припадника етничке групе Кикују је избегао из града.

## Економски развој
Основне привредне делатности у граду Елдорет су пољопривреда, индустрија и трговина. Пољопривредне културе које се узгајају у околини Елдорета су пшеница и кукуруз. Од индустрије заступљена је текстилна индустрија. Град је значајан трговински центар.

## Саобраћај
Елдорет се налази на траси важних саобраћајних коридора. Панафрички друмски коридор од Момбасе до Лагоса пролази кроз Елдорет, као и железничка пруга од Момбасе до Кампале. У Елдорету постоји и међународни аеродром 16 километара јужно од града.

## Образовање и спорт
У граду Елдорет постоји државни универзитет Мои формиран 1984. године.
Елдорет је град познат по изузетним атлетичарима. Најпознатији су Кипчоге Кеино (освојио медаље на Олимпијским играма у Мексику 1968. и Минхену 1972.) и Ноа Нгени (освјио златну медаљу на Олимпијским играма у Сиднеју 2000. године).

## Партнерски градови
- Портсмут
- Минеаполис